# Tenigerbad
Das Tenigerbad (rätoromanisch Bogn Tenigia) ist ein ehemaliges Kurbad im Val Sumvitg in der Gemeinde Sumvitg (bis 1985 offiziell: Somvix) in der Surselva im Kanton Graubünden.

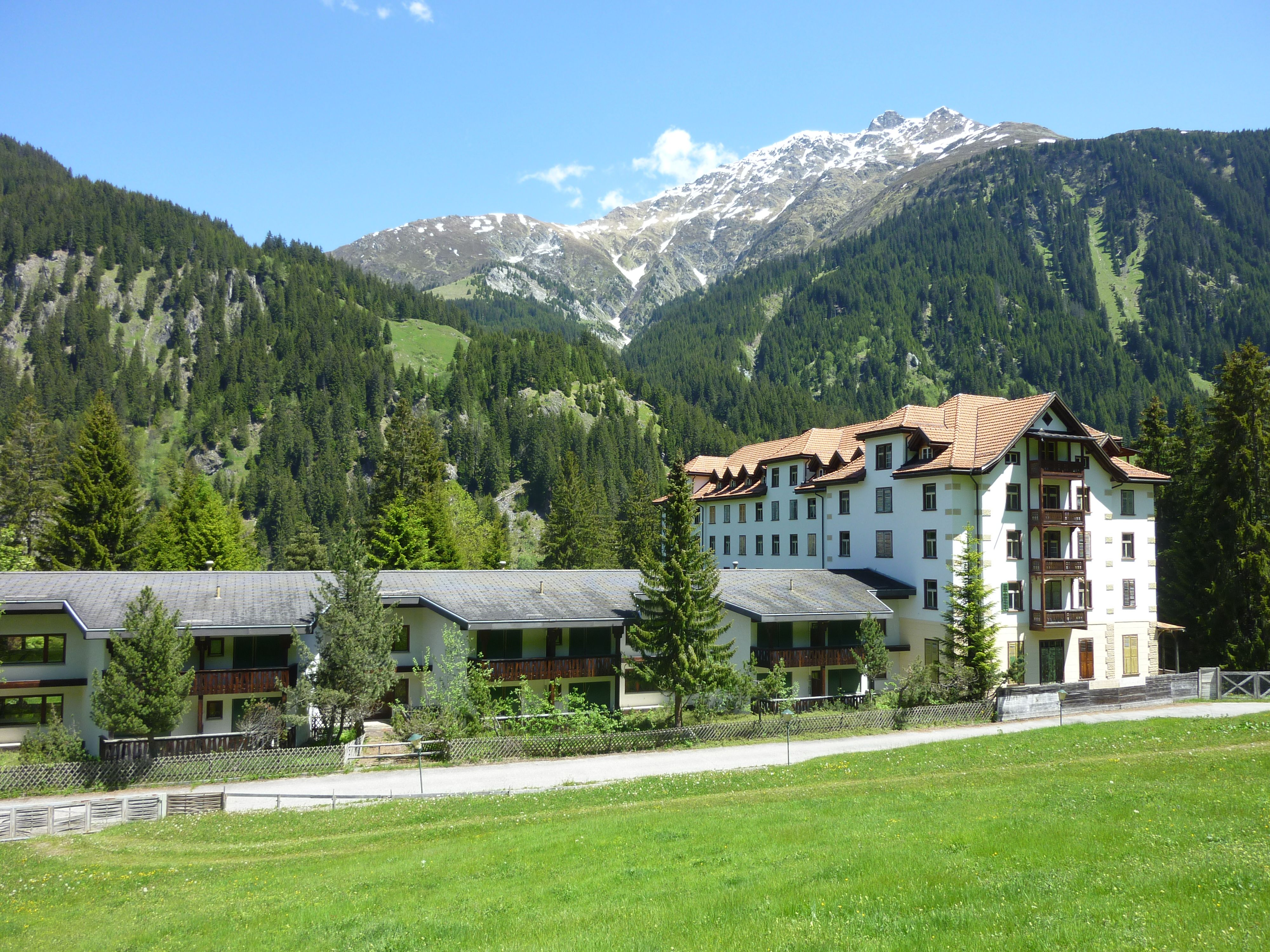
Die Waldhäuser 2010

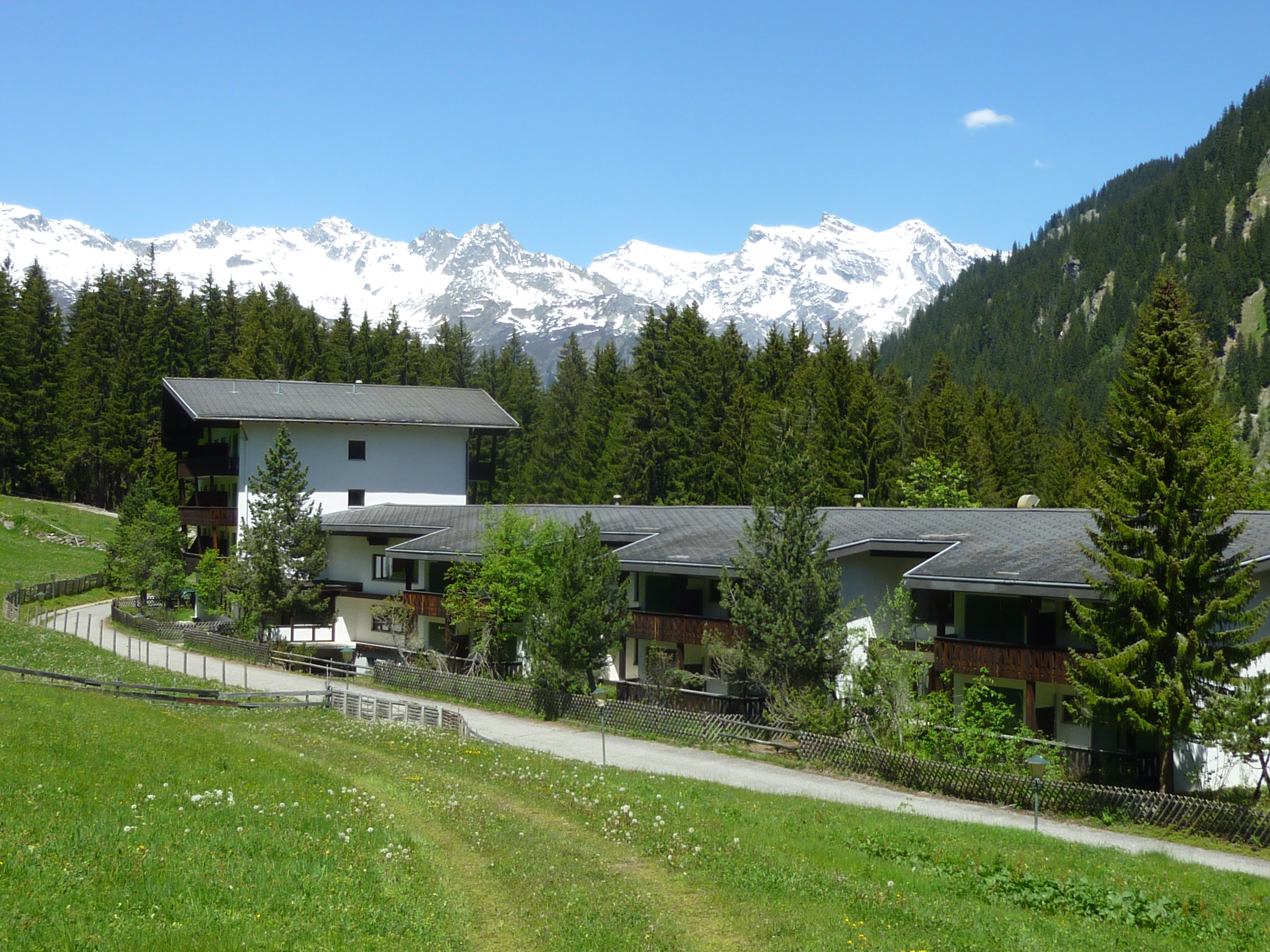
Standort der ehemaligen Dépendance, Blick nach Norden

## Geschichte

### Anfänge
Das Bad entstand um die bittersalzhaltige Gipsquelle und wird 1580 erstmals erwähnt. Damals erwarb Caspar Cunrad Vielli das Bad von der Gemeinde und verpflichtete sich, es zu erhalten und zu beheizen, sobald acht Personen zusammenkommen. Genutzt wurde es von den Bewohnern der Gemeinde Somvix. Im Jahre 1670 kaufte Landrichter Clau Maissen das Bad. Er erweiterte die Badestube zum Badehaus und errichtete ein Holzhaus mit mehreren Zimmern und einer Essstube. Neben der Quelle baute er 1674 die Kapelle Nossa Dunna della Neiv (Muttergottes zum Schnee), die heute noch steht.

### Bis 1900
Im frühen 19. Jahrhundert diente die Heilquelle vor allem als «Bauernbad», in dem die Gäste selber für Unterkunft und Verpflegung sorgen mussten. 1814 plante der durch seine naturkundlichen Forschungen und alpinistischen Leistungen bekannte Disentiser Pater Placidus a Spescha, das Bad durch das Kloster Disentis übernehmen zu lassen, aber das Vorhaben wurde nie umgesetzt. 1874 badeten die mehrheitlich einheimischen Kurgäste immer noch in hölzernen Trögen, in die das Quellwasser über offene Leitungen hineinlief.
1881 baute Alexander Cagenard den ersten steinernen Bäderbau. Das Kurhaus war dreistöckig, hatte einen Esssaal, ein Wirtshaus sowie 16 Zimmer für insgesamt 32 Gäste. In einem Werbeprospekt des ersten Kurarztes Florin Decurtins von 1882 werden vor allem «Katarrhe der Luftwege, chronisch-rheumatische und gichtische Beschwerden, chronische Hautausschläge und Blasenkatarrh» behandelt. Die Anstellung eines eigenen Arztes war ein wichtiger Schritt zu einem professionalisierten Kur- und Bäderbetrieb.
Um 1886 erwarb Stanislaus Caplazi Quelle und Bad, womit im abgelegenen Tal eine Zeit der Modernisierung begann. 1892 liess Caplazi eine Dépendance mit Veranda bauen, 1896 wurde der steinerne Hotelbau um ein Geschoss aufgestockt und ein grosser Speisesaal eingerichtet. Auch im technischen Bereich wurden grosse Investitionen getätigt, die das Tenigerbad für die Kurgäste mit einem nahezu städtischen Komfort mit Kanalisation, Kühlanlagen, elektrischer Beleuchtung, Heizung und Telefon- und Telegrafenanschluss ausstattete. Trotzdem hatte die lokale Bevölkerung nach wie vor die Möglichkeit, die Quelle für Trinkkuren und Bäder zu günstigen Tarifen zu benutzen, wie die Vereinbarung der Kurorte mit dem Kleinen Rat des Kantons Graubünden über die «Ermässigung der Kurtaxen und Verpflegungskosten für arme und minderbemittelte Kurbedürftige» von 1896 zeigt. Die Direktion behielt sich jedoch das Recht vor, «jedem Gesuchsteller die Tagesstunde zu bezeichnen, während welcher er baden und trinken darf» und war befugt, «Personen ganz abzuweisen, die infolge von Krankheit oder ihrer äusseren Erscheinung dem Etablissement schaden oder Anstoss erregen würden». Die Saison dauerte jeweils von Ende Mai bis September. Die meisten Gäste, zumeist Schweizer sowie einige Deutsche und Italiener, hielten sich längere Zeit im Tenigerbad auf; der längste Aufenthalt umfasst 74 Tage. 1892 betrug der Pensionspreis 4.50 Franken mit Kurbad.

### 20. Jahrhundert

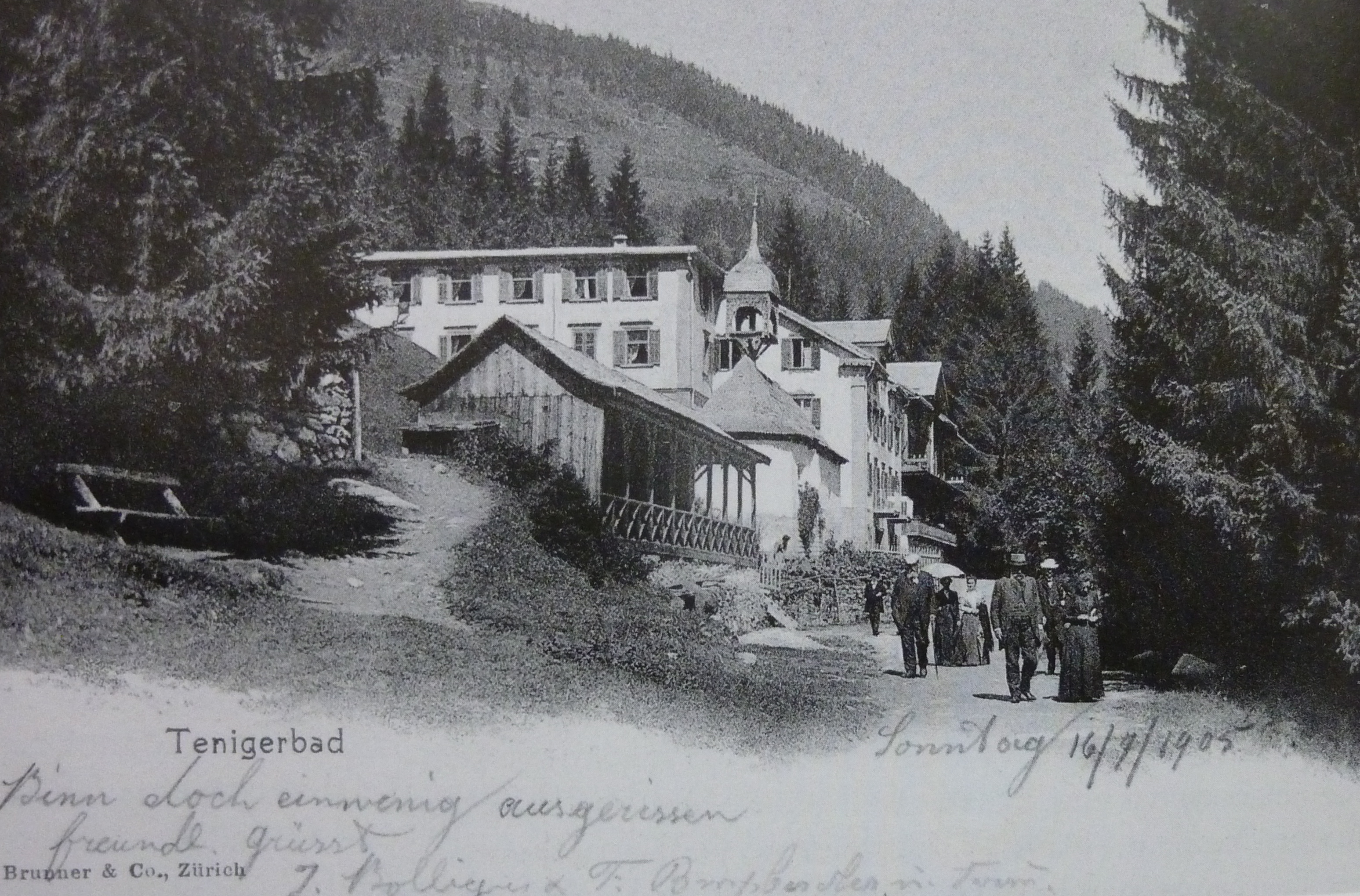
Tenigerbad 1905

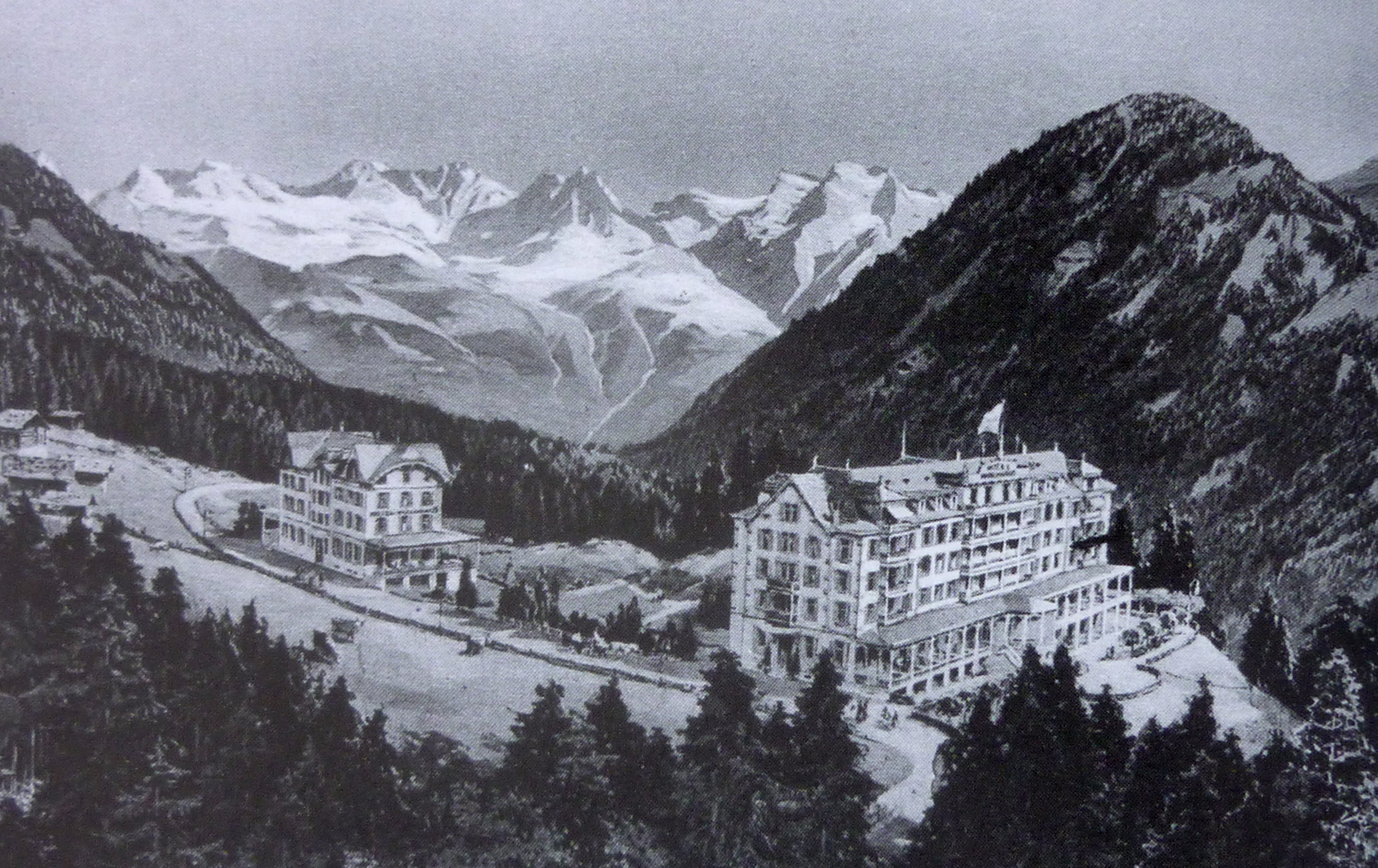
Die Waldhäuser 1911

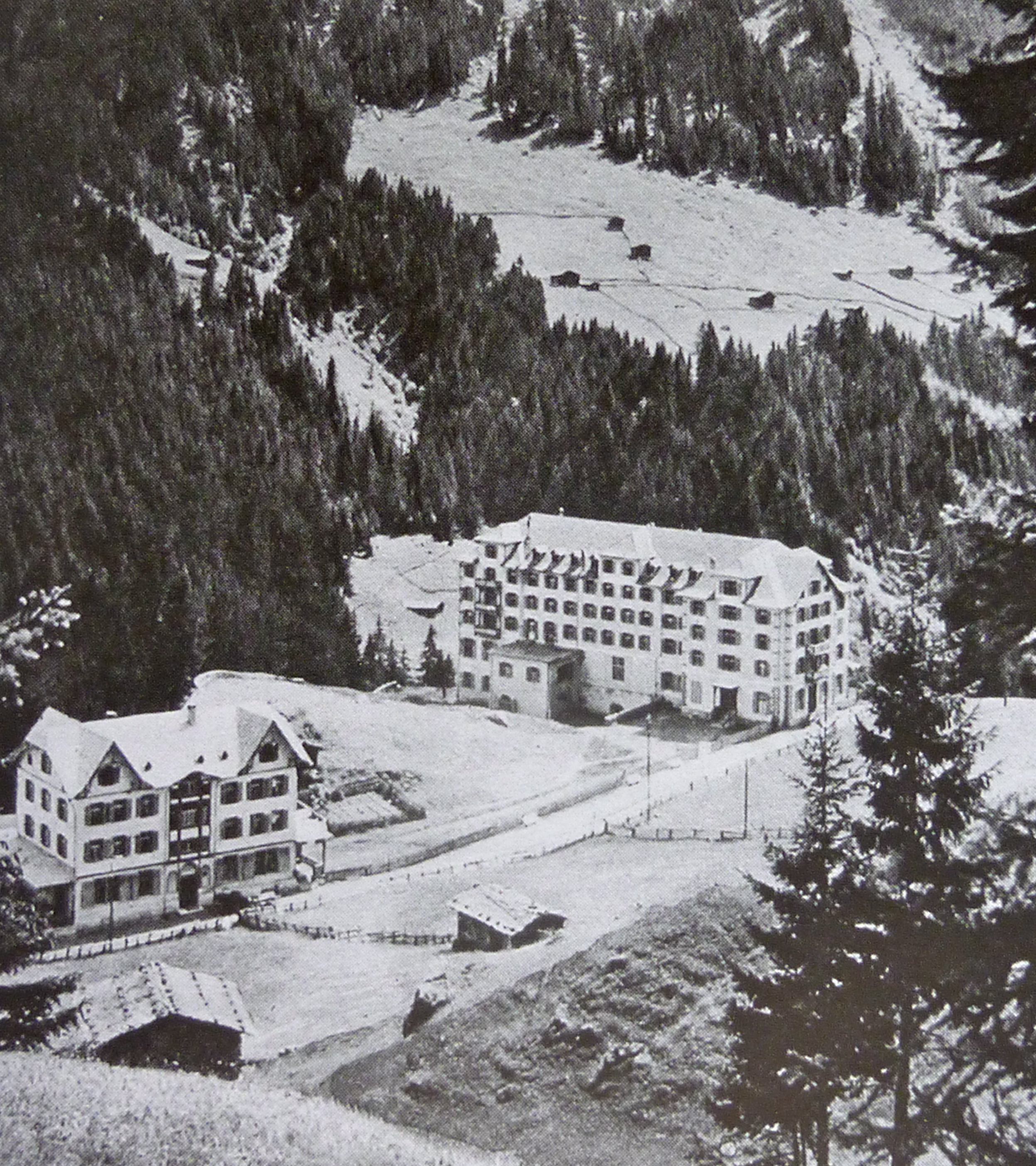
Dépendance und Hauptgebäude 1914

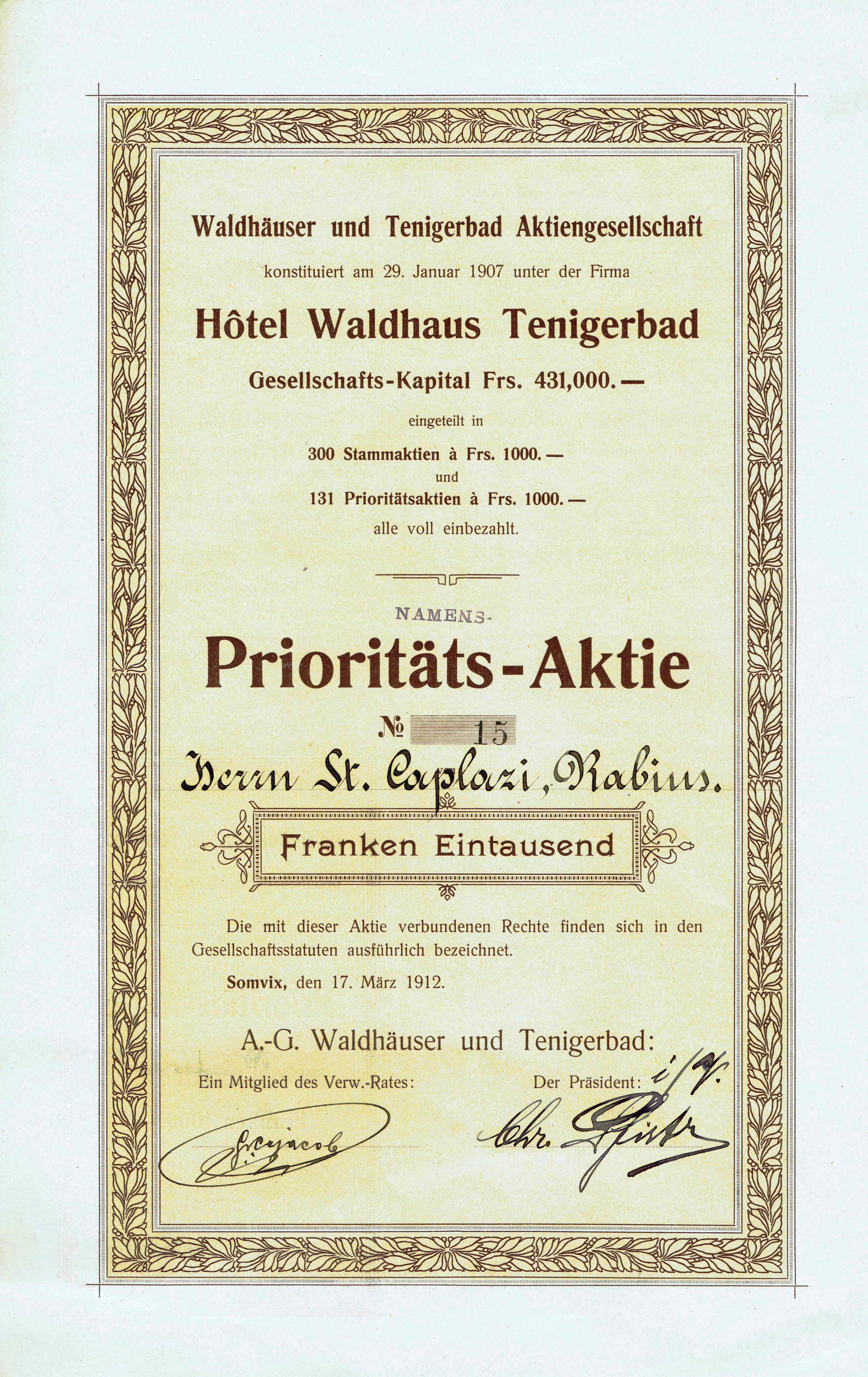
Vorzugsaktie der Waldhäuser und Tenigerbad AG vom 17. März 1912 – ausgestellt auf Stanislaus Caplazi

1905 bauten zwei Ingenieure im hintersten Teil des Tales beim Stausee ein kleines Elektrizitätswerk. Im Frühling wurden die Kabel ausgerollt und im Herbst jeweils wieder aufgerollt und in Sicherheit gebracht. Am 29. Januar 1907 wurde die «Waldhaus AG Somvixertal» gegründet, die von 1908 bis 1910 oberhalb des alten Hotels Tenigerbad auf einer erhöhten Lichtung die beiden Hotelgebäude «Waldhäuser» erstellte. Das am 5. Juli 1908 eingeweihte Hauptgebäude war über 80 Meter lang und hatte vier Stockwerke. Die nach Süden liegenden Zimmer waren mit hölzernen Balkonen ausgestattet. Auf jeder Etage war ein Mineralbad eingerichtet. Zudem gab es einen grossen Speisesaal, mehrere Salons, eine Dunkelkammer, eine Apotheke, eine eigene Wäscherei, ein Billardzimmer, einen Coiffeursalon sowie eine eigene Post mit Telefon und Telegraf. Alle Zimmer waren elektrisch beheizt und beleuchtet. In der Dépendance logierten Gäste mit bescheideneren Ansprüchen. Um die Hotelanlage erstreckte sich ein ausgedehnter Park. Direktor der Waldhäuser war Robert Tuor, der frühere Direktor des Hotels «Disentiserhof» in Disentis, ebenfalls ein Kurbad mit Quelle.
Finanziell rentierten die beiden neuen Waldhäuser nicht. Sie waren zu wenig bekannt und durften den prestigeträchtigen Namen «Tenigerbad» nicht verwenden. 1911 verkaufte Stanislaus Caplazi sein Tenigerbad mit Quelle, Elektrizitätswerk und Firmennamen für 300'000 Franken an die neue Waldhäuser und Tenigerbad AG. Diese stellte Caplazi als geschäftsführenden Direktor des kleinen Kurortes für alle drei Häuser und 220 Betten ein. Gleichzeitig wurde eine Glasterrasse angebaut und die Liegehalle im Waldhaus vergrössert.
Mit dem Ausbruch des Ersten Weltkriegs endete die Blütezeit des Tenigerbades; die internationalen Gäste reisten ab. Um das Ausbleiben der Gäste während des Krieges zu kompensieren, wurden von Mai 1916 bis Sommer 1917 deutsche Kriegsgefangene interniert. In den Hotelgebäuden fand Unterricht statt; unter anderem in den Fächern Buchführung, Deutsch, Englisch, Französisch, Schönschrift und Gesang.
Nach dem Krieg richtete sich das Tenigerbad wegen schlechtem Geschäftsgang durch kürzere Aufenthaltsdauer der Gäste und durch zu spät getätigte Investitionen in die Infrastruktur der Hotels vermehrt auf Familien mit Kindern aus, die sich im autofreien Tal erholen sollten; die Bedeutung von Quelle und Heilbad trat in den Hintergrund. Am 15. Juni 1933 starb der langjährige Direktor des Tenigerbades Stanislaus Caplazi; bis 1937 führte sein Sohn Florin die Geschäfte als Direktor weiter.
Die Geschäfte verliefen schleppend; die Auslastung betrug zwischen 40 und 50 Prozent, und die Gewinne waren dementsprechend mager. Zu den steigenden Werbekosten kamen alljährlich hohe Kosten für Installationen; so wurden 1935 eine Kühlanlage eingebaut und 1936 in allen Zimmern des Waldhauses fliessendes Wasser installiert. Ob das Hotel überhaupt in jeder Saison geöffnet war, ist unklar; die Bewilligung für Kurärzte weist Lücken auf. Denkbar ist auch, dass der Hotelbetrieb ohne Arzt geführt wurde, was auch auf Schwierigkeiten hinweist, mit denen das Hotel kämpfte. Direktoren und Kurärzte wechselten häufig.
1940 blieb das Hotel wegen der politisch unsicheren Lage geschlossen, und 1941 war nur das Hauptgebäude geöffnet, das alte Tenigerbad und die Dépendance blieben geschlossen. 1946 und 1947 übernahm Jon Wieser die Hotels, danach wurde der Betrieb unter einem Herrn Wille aus Ems bis 1949 weitergeführt. Der letzte Direktor, Herr Giesiker aus Solothurn, übernahm das Hotel 1950. Ein Jahr später wurde es geschlossen.
Zwischen 1953 und 1958 dienten die Waldhäuser als Ferienkolonien für Kinder; unter anderen Organisationen führte auch Pro Juventute Zürich Lager für Kinder von Auslandschweizern durch. Die Leitung der Lager hatten die Geschwister Ferroni aus Bonaduz. Die Häuser waren damals im Besitz der Graubündner Kantonalbank.
1962 wurde die «Tenigerbad AG Mineralheilbad und Klimastation im Somvixertal» mit Sitz in Chur gegründet, die einen Neubau plante. Hauptaktionär war der Industrielle Ernst-Ludwig Schulz aus Frankfurt am Main. 1971 begannen die Bauarbeiten; das Tenigerbad wurde mit hohem medizinischen Anspruch modernisiert. Die Dépendance wurde abgebrochen und durch einen Neubau des Architekten Albert Schoch mit 150 Betten und drei Bädern ersetzt, darunter ein Freibad neben dem Kurhaus. Kurarzt wurde Pius Tomaschett. Die gesamten Kosten beliefen sich auf rund 15 Millionen Franken. 1974 wurde die neue Anlage unter dem Namen «Tenigerbad im Somvixertal»  eröffnet. Zahlreiche Kulturangebote wie Lesungen, Konzerte und Ausstellungen wurden angeboten, zusätzlich standen geführte Wanderungen und Ausflüge auf dem Programm. Das Hotel sollte ganzjährig geöffnet bleiben. Nach einer ersten erfolgreichen Saison mit 4000 Logiernächten blieben die Gäste aus, und nach nur drei Betriebsjahren wurden die Anlagen im Frühling 1977 geschlossen. 1978 wurde über die «Tenigerbad AG» der Konkurs eröffnet, der Anfang 1989 widerrufen wurde.
Ideen zur Nutzung der Gebäude als Heim für Asylbewerber oder als Truppenunterkünfte scheiterten 1980 an einer Studie, die das Tal als lawinengefährdet einstufte. Pläne zur Vermarktung des Mineralwassers oder der Umbau zu Appartements scheiterten 1990. Ausser einigen Renovationen und der Sanierung des Daches geschah wenig. Bis heute steht das Tenigerbad trotz voller Funktionstüchtigkeit und Einrichtung ungenutzt leer.
Nach dem Tod des letzten Besitzers im Frühling 2015 blieb die weitere Nutzung des Tenigerbades vorerst ungewiss.
Im Juli 2023 kaufte der Eglisauer Maschinenbauingenieur Rolf Diefenbacher das ehemalige Kurbad. Geplant ist der Umbau zu einem Ferienort mit Hotel und kleinen Wohnungen.

## Trivia
Für die aus dem nahen Disentis stammende Musikerin Ursina Giger war das leerstehende Gebäude die Inspiration für das Lied "The House".

## Galerie

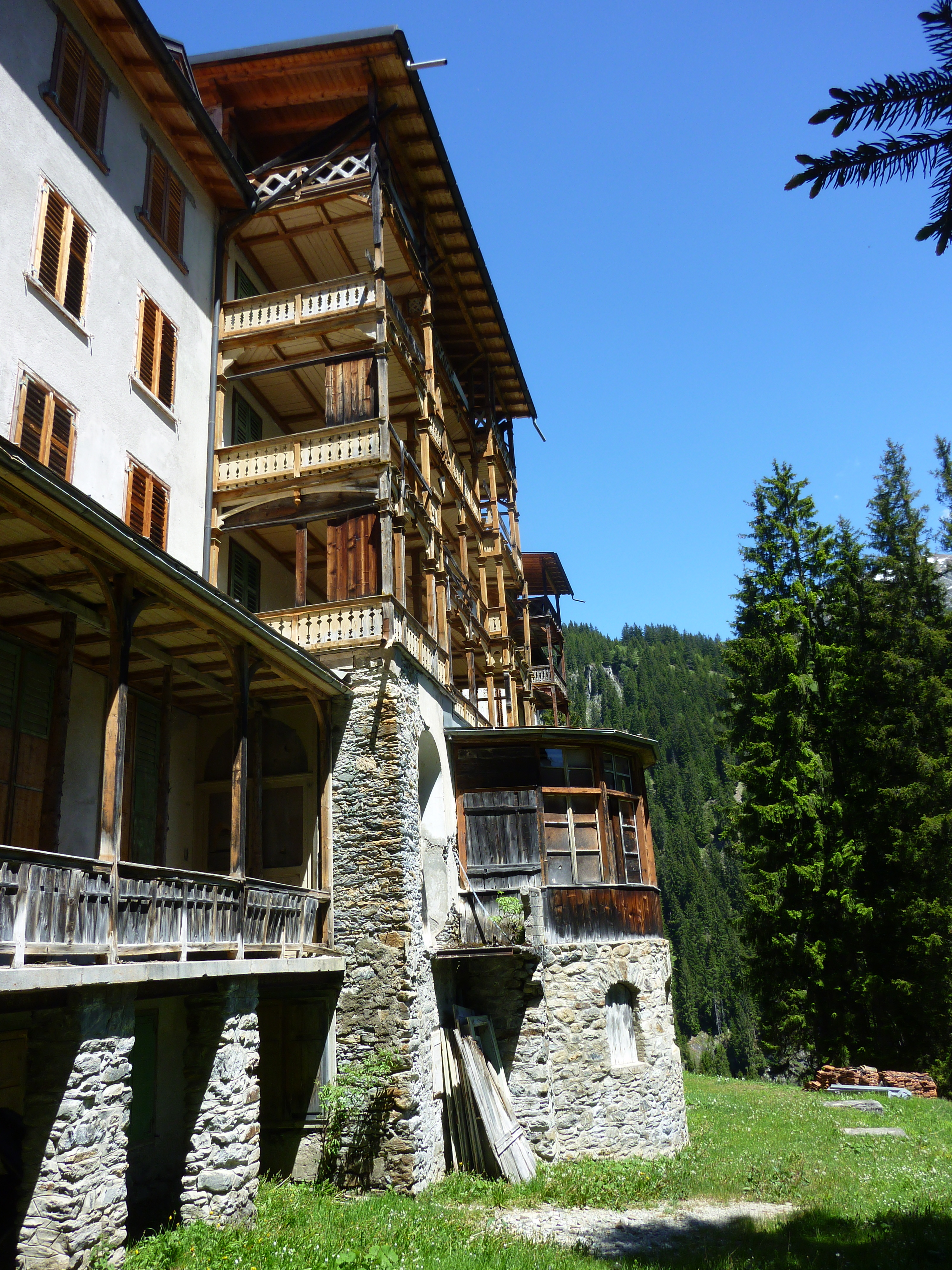
Südseite
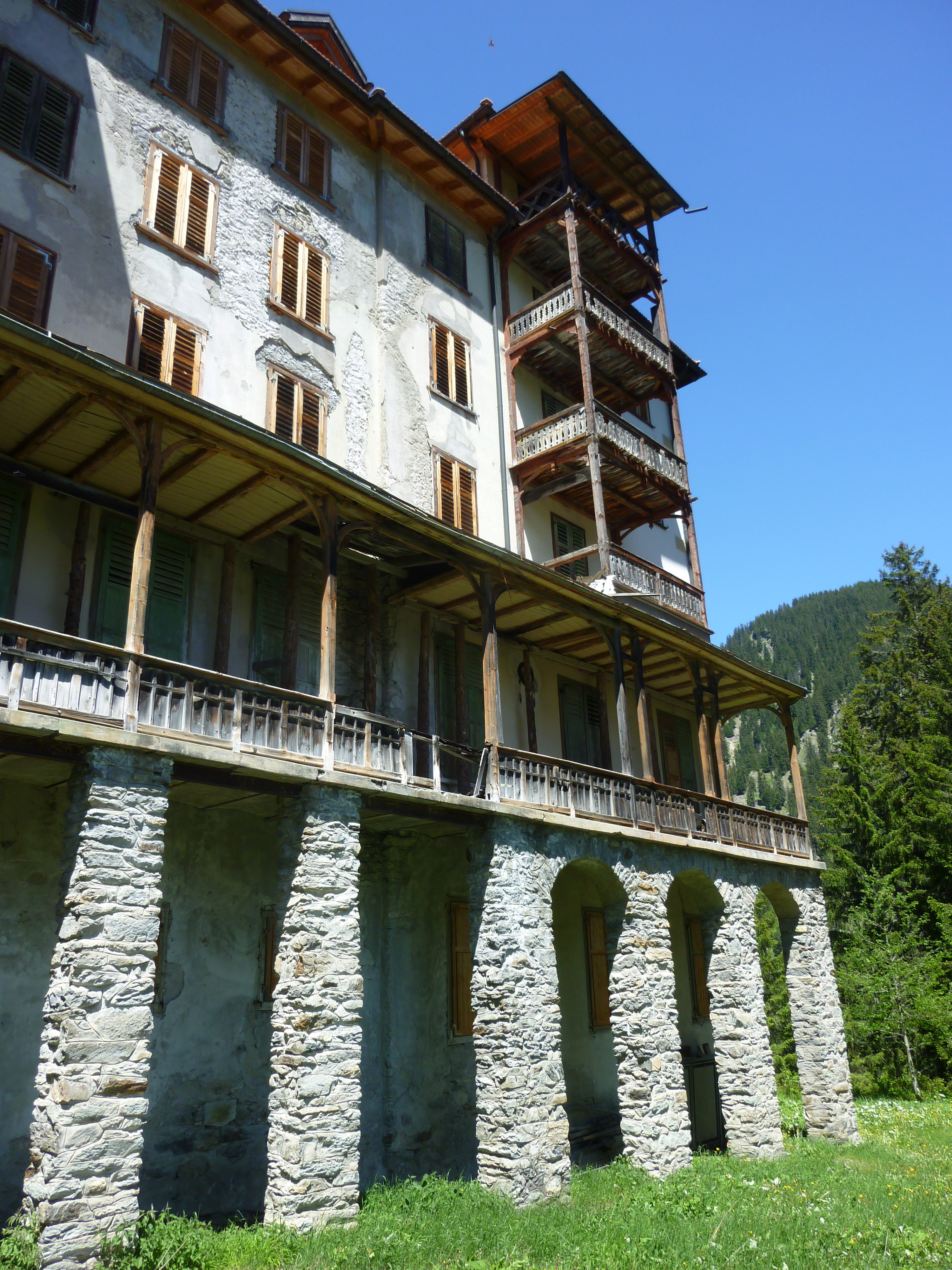
Südseite
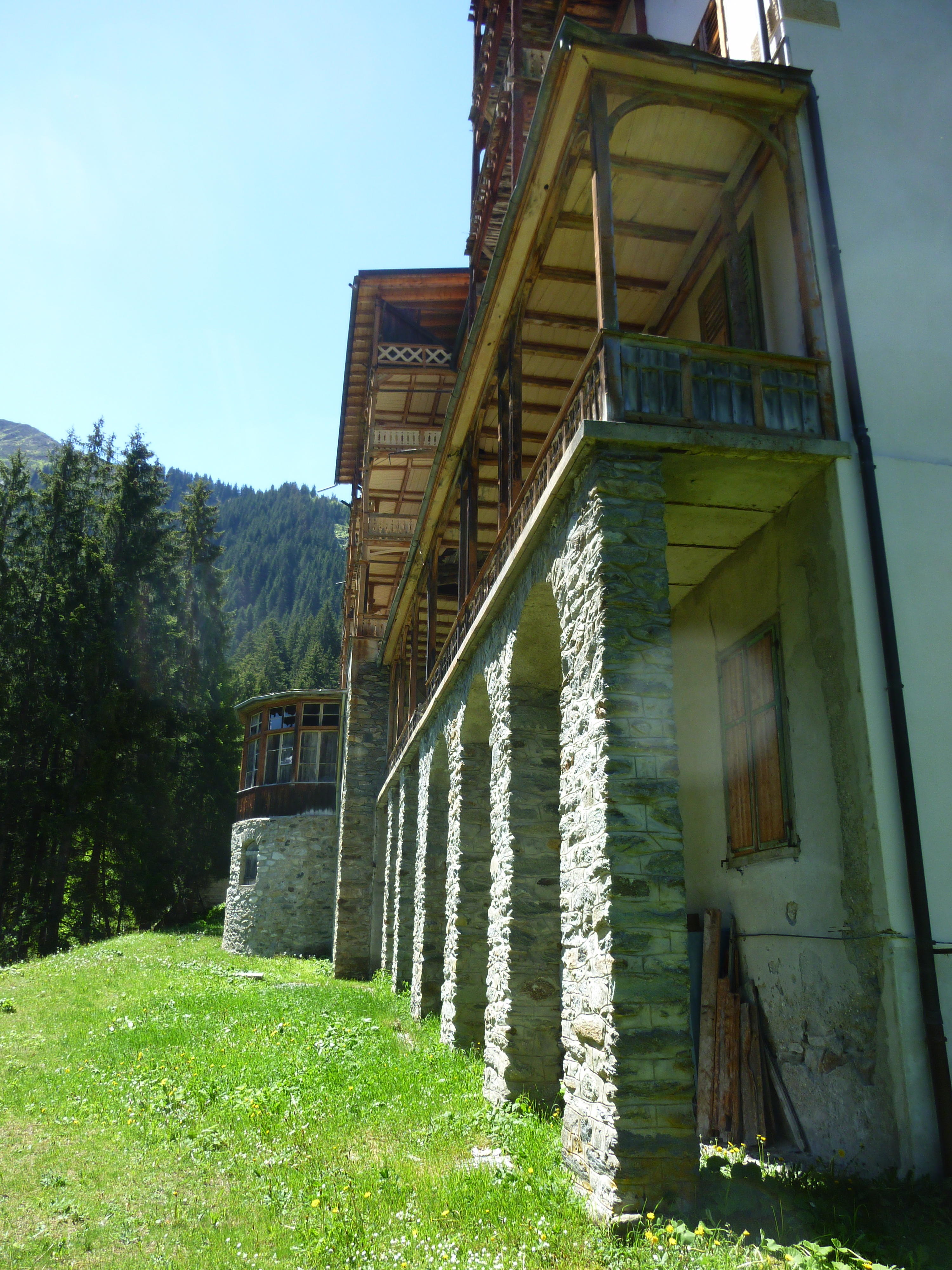
Südseite, Blick nach Süden

## Auswirkungen
Trotz des finanziellen Scheiterns waren die positiven Auswirkungen des Tenigerbades auf die Entwicklung des Val Sumvitg gross. Zuerst bekam die arme Bevölkerung die Möglichkeit, die heilenden Bäder zu nutzen, später entstanden zahlreiche Arbeitsplätze für Einheimische im Dienstleistungssektor sowie ein beachtlicher Absatzmarkt für landwirtschaftliche Produkte. Zudem erreichte fliessendes Wasser und Elektrizität das abgelegene Bergtal um Jahrzehnte früher, als dies sonst der Fall gewesen wäre.

## Weiterführende Literatur
- Annatina Nay: Zu viele Gäste stören die Ruhe des Bades: Aber allzu ruhig ist auch ungesund. Die Geschichte des Hotels Tenigerbad in fünf Akten, Zürich: Limmat Verlag,  2013.